# Agnieszka Rejment
Agnieszka Rejment (ur. 3 lipca 1999 w Krapkowicach) – polska łyżwiarka figurowa, startująca w konkurencji solistek. Uczestniczka zawodów z cyklu Junior Grand Prix oraz 3-krotna wicemistrzyni Polski (2015–2017).

## Osiągnięcia
| Zawody                                | 13–14          | 14–15          | 15–16          | 16–17          | 17–18          | 18–19          | 19–20          | 20–21          | 21–22          | 22–23          | 23–24          |                |                |                |                |                |                |
| Międzynarodowe                        | Międzynarodowe | Międzynarodowe | Międzynarodowe | Międzynarodowe | Międzynarodowe | Międzynarodowe | Międzynarodowe | Międzynarodowe | Międzynarodowe | Międzynarodowe | Międzynarodowe | Międzynarodowe | Międzynarodowe | Międzynarodowe | Międzynarodowe | Międzynarodowe | Międzynarodowe |
| ------------------------------------- | -------------- | -------------- | -------------- | -------------- | -------------- | -------------- | -------------- | -------------- | -------------- | -------------- | -------------- | -------------- | -------------- | -------------- | -------------- | -------------- | -------------- |
| CS Warsaw Cup                         |                |                | 13             | 28             |                |                | 30             |                |                |                | 29             |                |                |                |                |                |                |
| Warsaw Cup                            |                |                |                |                |                | 20             |                |                |                |                |                |                |                |                |                |                |                |
| Międzynarodowe: Kategorie młodzieżowe |                |                |                |                |                |                |                |                |                |                |                |                |                |                |                |                |                |
| JGP w Czechach                        |                |                |                | 26             |                |                |                |                |                |                |                |                |                |                |                |                |                |
| JGP w Niemczech                       |                | 23             |                | 31             |                |                |                |                |                |                |                |                |                |                |                |                |                |
| JGP w Polsce                          |                |                | 24             |                |                |                |                |                |                |                |                |                |                |                |                |                |                |
| Mentor Toruń Cup                      | 2 N            | 23 J           | 15 J           | 16 J           | 15 J           | 9 J            |                |                |                |                |                |                |                |                |                |                |                |
| Warsaw Cup                            | 21 J           |                |                |                |                |                |                |                |                |                |                |                |                |                |                |                |                |
| World Development Trophy              |                |                | 5 J            |                |                |                |                |                |                |                |                |                |                |                |                |                |                |
| Olimpijski festiwal młodzieży Europy  |                | 23             |                |                |                |                |                |                |                |                |                |                |                |                |                |                |                |
| Krajowe                               |                |                |                |                |                |                |                |                |                |                |                |                |                |                |                |                |                |
| Mistrzostwa Polski                    | 7              | 2              | 2              | 2              |                | 5              | 6              |                | 3              |                | 4              |                |                |                |                |                |                |
| Mistrzostwa Polski juniorów           | 5              |                | 5              | 3              | 11             | 16             |                |                |                |                |                |                |                |                |                |                |                |